# Innocent Bashungwa

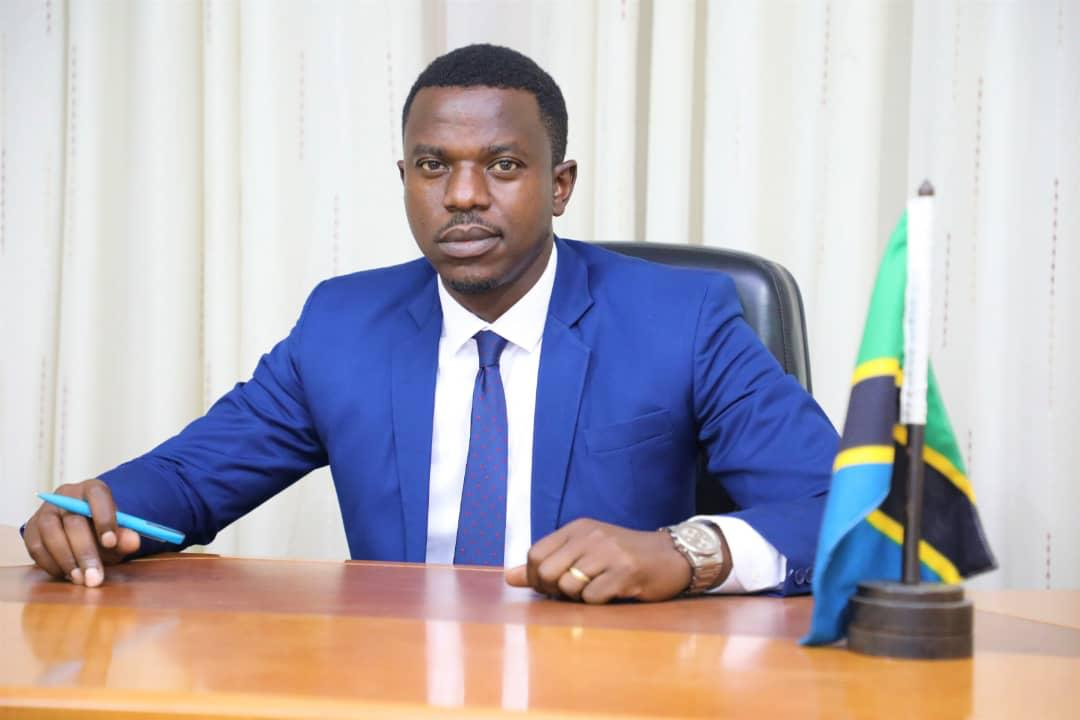
Innocent Bashungwa (2019)

Innocent Lugha Bashungwa (* 5. Mai 1979) ist ein tansanischer Politiker der Chama Cha Mapinduzi (CCM). Er war von 2019 bis 2020 Minister für Industrie und Handel war sowie seit 2020 Minister für Information, Kultur, Kunst und Sport. Seit 3. Oktober 2022 ist er Verteidigungs- und Nationaldienstminister von Tansania.

## Leben

### Studien, Manager und Unternehmer
Innocent Lugha Bashungwa besuchte von 1987 bis 1990 die Ahakishaka Primary School in Uhamisho sowie zwischen 1991 und 1993 die Ubungo Kisiwani Primary School, an der er ein Certificate of Primary Education Examination (CPEE) erwarb. Danach besuchte er von 1994 bis 1997 die Azania Secondary School, die er mit einem Certificate of Secondary Education Examination (CSEE) abschloss. 1998 begann er ein grundständiges Studium am Lake Region State College (LRSC) in Devils Lake, einer Kleinstadt in North Dakota, und schloss dieses Studium zunächst mit einem Associate of Arts (AA) sowie 2000 mit einem Bachelor of Arts (BA) ab. 2000 begann er ein Studium der Wirtschaftswissenschaften an der St. John’s University, das er 2002 mit einem weiteren Bachelor of Arts (BA Economics) beendete. Er war während seines Studiums zwischen 2000 und 2002 Vorsitzender der Vereinigung tansanischer Studenten in den USA (Tanzanian Scholars Living in USA).
Im Anschluss arbeitete Bashungwa von 2002 bis 2008 als Programmmanager für Tansania beim World Institute for Leadership and Management in Africa (WILMA). Daneben war er zwischen 2005 und 2006 als Manager für Investorenbeziehungen bei der Africa Biofuel and Emission Reduction (Tanzania) Ltd tätig. 2008 begann er ein postgraduales Studium im Fach Internationale Beziehungen mit dem Schwerpunkt Wirtschaftspolitik und Finanzen an der Columbia University, welches er 2010 mit einem Master of Arts (MA in International Affairs in Economic Policy and Finance) abschloss. Während des Studiums war er Vizepräsident der Vereinigung afrikanischer Studenten an der Columbia University. Daneben arbeitete er in der Zeit 2009 als Berater der Weltbank sowie zwischen 2009 und 2010 sowohl als Berater von Research for Development (R4D) in Washington, D.C. sowie als Berater von Ciments du Rwanda (CIMERWA) in Kigali. Im Anschluss war er zwischen 2010 und 2011 zum einen Berater von Leader Creek Fisheries in Naknek am Naknek Lake in Alaska sowie zum anderen auch Gründer und Chief Executive Officer (CEO) von AKTZ Industries Ltd.
Nach seiner Rückkehr fungierte Innocent Bashungwa von 2012 bis 2014 im Ministerium für Energie und Mineralien als Programmkoordinator der Transparenzinitiative für die Rohstoffindustrie in Tansania TEITI (Tanzania Extractive Industries Transparency Initiative) und erwarb in dieser Zeit 2013 in Norwegen bei einem Studiengang ein Zertifikat in Erdölpolitik und Ressourcenmanagement. Er war anschließend von 2015 bis 2018 Gründer und Geschäftsführender Direktor von Extractive Industries Consultancies (EICO) Limited.

### Abgeordneter, Vizeminister und Minister
2015 wurde Bashungwa für die Chama Cha Mapinduzi (CCM) erstmals Mitglied der Nationalversammlung, der sogenannten Bunge, und gehört dieser nach seiner Wiederwahl 2020 seither als Vertreter des Wahlkreises Karagwe an. Zu Beginn seiner Parlamentszugehörigkeit war er zwischen 2015 und 2018 Mitglied des Ausschusses für Energie und Mineralien (Energy and Minerals Committee). Danach fungierte er von 2018 bis 2019 als Vizeminister für Landwirtschaft.
Am 8. Juni 2019 übernahm Innocent Bashungwa als Nachfolger von Joseph Kakunda den Posten als Minister für Industrie und Handel (Minister of Industries and Trade) im ersten Kabinett von Staatspräsident John Magufuli und hatte diesen Posten bis zu seiner Ablösung durch Geofrey Mwambe am 16. Juni 2020 inne. Er wurde als Nachfolger von Geofrey Mwambe am 5. Dezember 2020 im zweiten Kabinett Magufuli Minister für Information, Kultur, Kunst und Sport (Minister of Information, Culture, Arts and Sports). Nach dem Tode des Präsidenten am 18. März 2021 bekleidete er dieses Ministeramt auch in der seither amtierenden Regierung der bisherigen Vizepräsidentin Samia Suluhu Hassan.
Am 3. Oktober 2022 übernahm er im Rahmen einer Kabinettsumstrukturierung das Amt des Verteidigungs- und Nationaldienstministers.